# Fausto Pocar
Fausto Pocar, italijanski pravnik in trenutni (2006) predsednik haaškega sodišča, * 1939, Milano (Italija).
Fausto Pocar, je član tribunala haaškega sodišča od 1. februarja 2000, njegov predsednik pa od 17. novembra 2005. Pocar je tudi profesor mednarodnega prava in predava na Pravni fakulteti Univerze v Milanu. 
Sprva je Pocar delal kot sodnik sodnega zbira haaškega sodišča. Kasneje je začel delati na prizivnem zboru, kjer dela še danes. Bil je sodnik na Prizivnem sodišču Mednarodnega kriminalnega tribunala za bivšo Jugoslavijo, danes pa poleg funkcije predsednika opravlja tudi funkcijo sodnika na Prizivnem sodišču Mednarodnega kriminalnega tribunala za Ruando.
Sodnik Pocar ima dolgoletne izkušnje tudi v OZN, še posebej na področju človekovih pravic in humanitarnega prava. V devetdesetih letih 20. stoletja je bil vodja delovne skupine za pripravo deklaracije o pravicah pripadnikov etničnih, verskih in jezikovnih manjšin, ki je bila leta 1992 v ZN tudi sprejeta. V času prve vojne v Čečeniji (1995/96) pa je bil posebni odposlanec komisarja za človekove pravice ZN v tej državi. 
Deset let je bil Fausto Pocar tudi italijanski poslanec v Komiteju za rabo vesolja v miroljubne namene.